# بول رادولف
بول رادولف (بالإنجليزية: Paul Rudolph) أو بول مارفن رادولف (مواليد أكتوبر 18، 1918 في إلكتون، كنتاكي - وفاته أغسطس 8، 1997 في نيويورك) هو مهندس معماري أمريكي وعميد كلية يال لمدرسة العمارة ولمدة 6 سنوات. اشتهر بتصاميمه المعمارية التكعيبية، ورسوماته العالية التعقيد. وهو ذو صبغة تجريدية. عُرِف باستخدامه للخرسانة ومسطحاته الأرضية المُرَكبة والمُعقدة. تُعَد من أشهر أعماله مبني كلية يال للعمارة والفنون، مبنى (A&A) المعروف بطابعه البروتالست (Brutalist)المركب وهيكله الخرساني.

## تعليمه
حصل بول رادولف على شهادة البكالوريوس في مجال العمارة من جامعة أوبورن (المعروفة الآن بمعهد ألاباما للبوليتكنيك) في عام 1940. ثم توجه بعد ذلك للدراسات العليا في التصميم بجامعة هارفارد. ليدرس بعد ذلك مع صديقه والتر غروبيوس مؤسس مدرسة الباوهاوس بألمانيا. بعد ثلاثة سنوات، توجه للخدمة في البحرية العسكرية الأمريكية والتي قضى بها ثلاث سنوات أيضاً. ثم يعود بعد ذلك لجامعة هارفرد ليحصل على شهادة الماجيستير في عام 1947.

## عمله

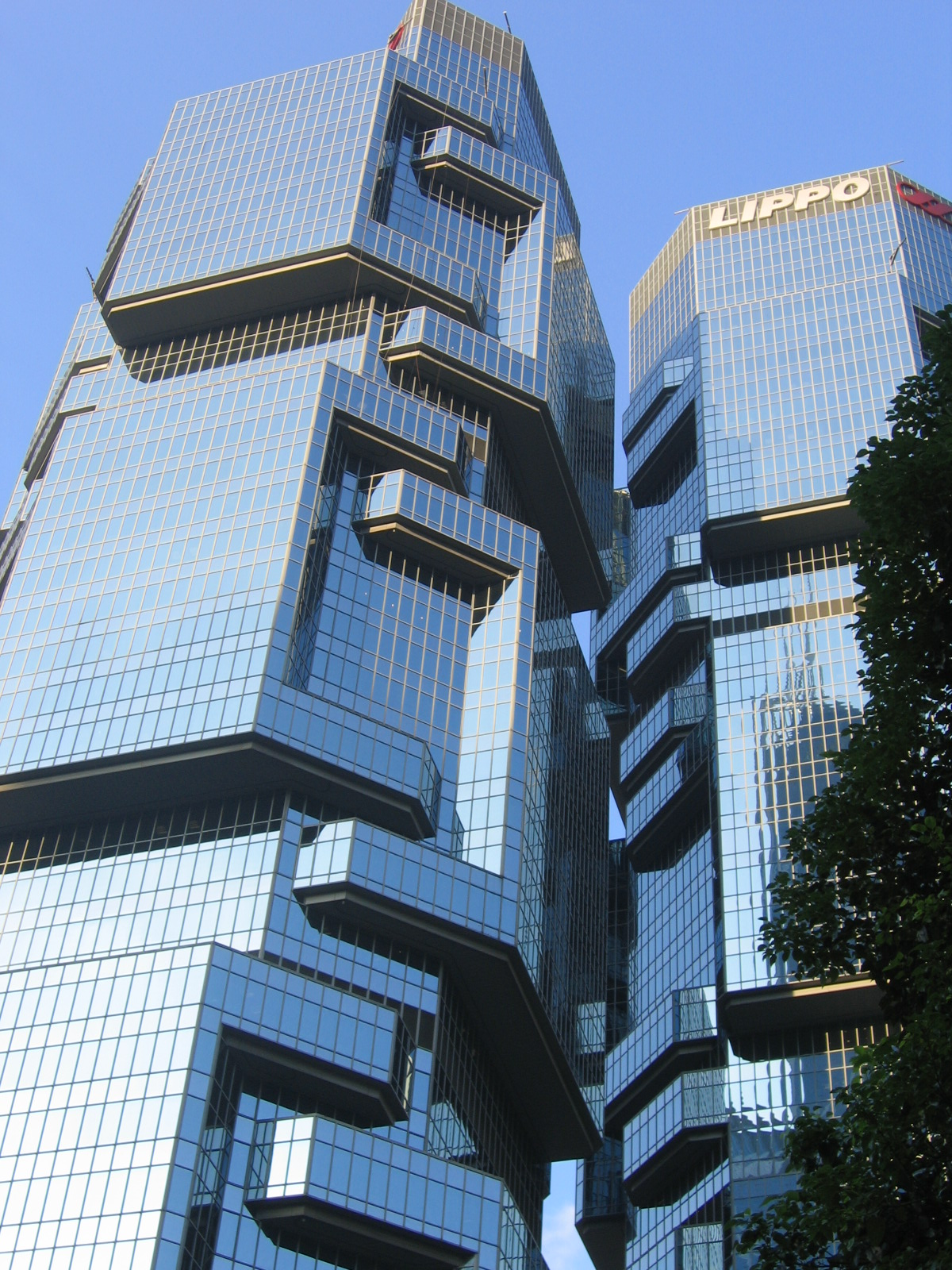
مركز ليبو، 1987، مبنى تاريخي في هونغ كونغ

توجه بول رادولف لمدينة ساراسوتا بولاية فلوريدا حيث شارك رالف تويتشل لمدة 4 سنوات وبعدها بدأ في عمله الخاص في عام 1951. مدة رادولف في هذه المدة سميت بـ «ساراسوتا الحديثة» في حياته المهنية.
الجدير بالذكر هنا تأثيره ومكانته، أنه في كتاب بعنوان «رسائل في العمارة الحديثة» وذلك في عام 1958. قد تم ذِكر و.ر.هيلي هاوس (الذي هو من تصميمه)، والمبني في عام 1950 حيث كان من طابق واحد بساراسوتا هاوس. السقف كان مقعراً ليسمح بسقوط وصرف ماء المطر.
أيضاً، استخدم رادولف نوع خاص من الزجاج المسمى بـ «زجاج جالويس» (وهو مكون من أسطح متوازية من الزجاج أو الأكريلك أو الخشب المثبت في أُطر)، والتي هي مصممة بحيث تسمح بعبور نسيم الهواء داخل المنزل. وبالتالي فهي مناسبة للمناخ شبه الاستوائي. كان هذا النوع من التصميم هو مركز اهتمام رادولف والذي جعله من أكبر وأعظم المعمارين في ما يُسمى بمدرسة ساراسوتا للعمارة.
أحد المعالم الأخرى لبول رادولف بمدينة ساراسوتا وهي مدرسة ريفرفيو الثانوية والتي تم إنشاءها في عام 1957 كأول مشروع ذو نطاق واسع.
حيث كان هناك جدال واسع بساراسوتا فقد كان المجتمع يميل إلى البقاء على المباني القديمة والتاريخية في حين أن جاء قرار في عام 2006 يلزم بهدم وإزالة المبنى. قال شارلز جواثمي، المعماري الشاهد على تطوير مبنى الفنون والعمارة بكلية يال؛«إن ريفرفيو هاوس هي نموذج رائع لما يمكن أن نسميه اليوم بالعمارة الخضراء. لقد كان سابق لعصره بتجربته مع الشاشات الشمسية و التهوية المتجاوزة. إذا تم هدمه فسأشعر بشعور سئ للعمارة.»
في يونيو 2009، تم هدم المبنى.
مباني بول رادولف المنزلية بقلوريدا أجذبت المجتمع المهتم بالعمارة، ولقد تلقى وبدأ في استقبال مهام كبيرة مثل مركز جويت للفنون في كلية ويليسلي (Wellesley College). ثم تولى مشروع مدرسة كلية يال للعمارة حتى أصبح عميدها في عام 1958، وذلك بعد تصميمه لها بوقت قصير.ذاك المبنى قد أصبح تحفة معمارية. استمر في يال 6 سنوات وحتى رجع لعمله الخاص. لقد صمم (the Temple Street Parking Garage) في مدينة نيوهافن، عام 1962.

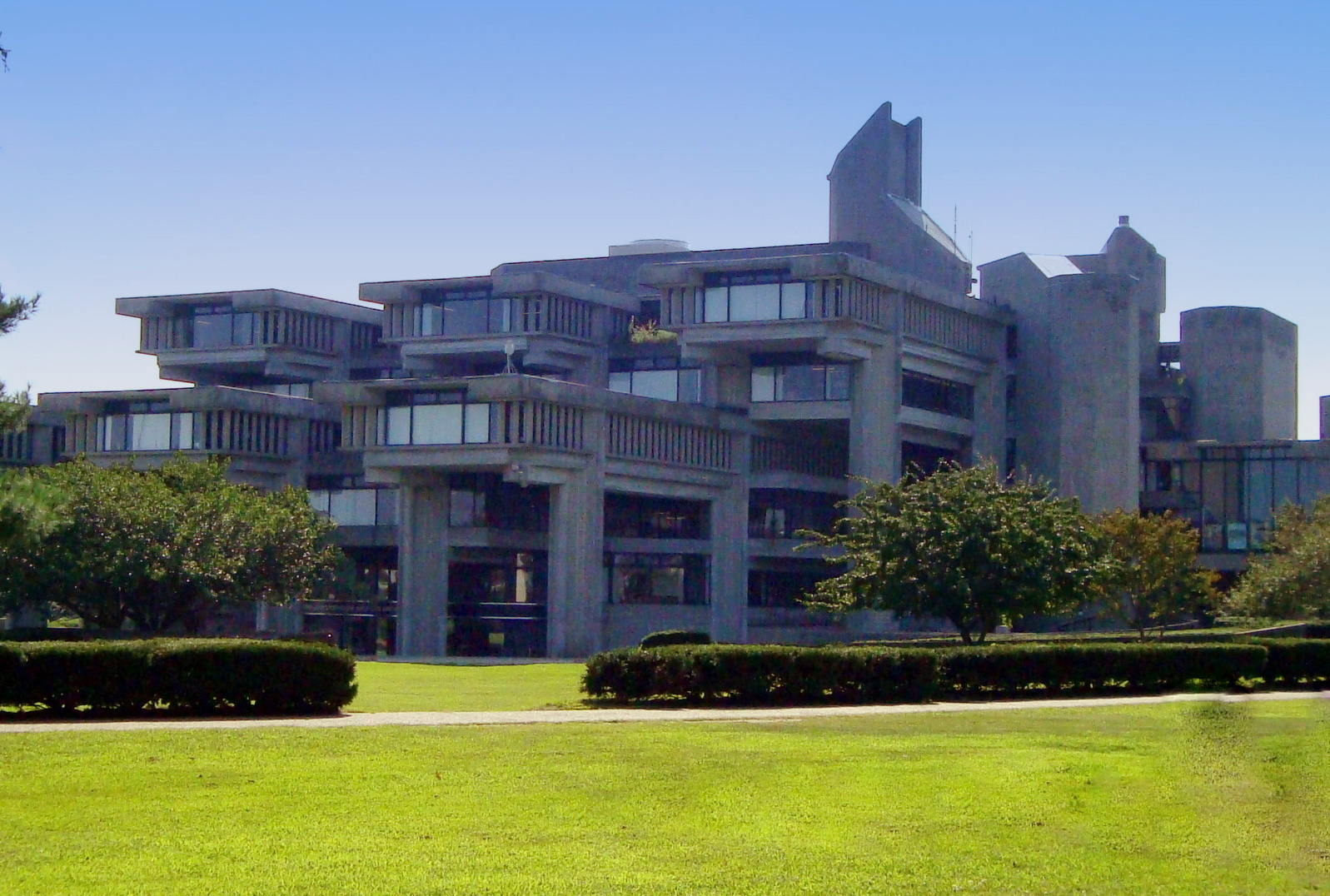
جامعة ماساشوستس دارتموث كلير مكتبة كارني تي

واحدة من علاماته البارزة في المنازل، هي مضيفة ميلام (The Milam House) والذي يرجع تاريخه لبداية عام 1960. وهو ما زال موجود اليوم في الساحل الشرقي لفلوريدا خارج جاكزنوفيل. لقد استخدم رادولف الطوب الخرساني فضلاً عن الطوب المعتاد في بناء منزل عائلة ميلام المتعدد الطوابق. هذا المنزل المُطِل على البحر يمثل الجانب المتميز النحتي لدى رادولف حيث استخدم نماذج تصميم متميزة وخامات ملائمة.
أثناء عمادته لكلية يال للفنون والعمارة، قام بالتدريس لنخبة من المعمارين منهم موزهارول إسلام، نورمان فوستر وريتشارد روجرز. جميعهم قاموا بعمل رسالة الماجيستير بكلية يال. ولقد ذكر نورمان فوستر تأثره ببول رادولف. ومن الواضح أيضاً أن أسلوب رادولف في الرسم والكتابة قد أثر بشكل عميق على فوستر. لقد قام رادولف بتلبية دعوة موزهارول إسلام لبنغلاديش حيث قاما بتصميم جامعة جامعة بنغلاديش للزراعة.

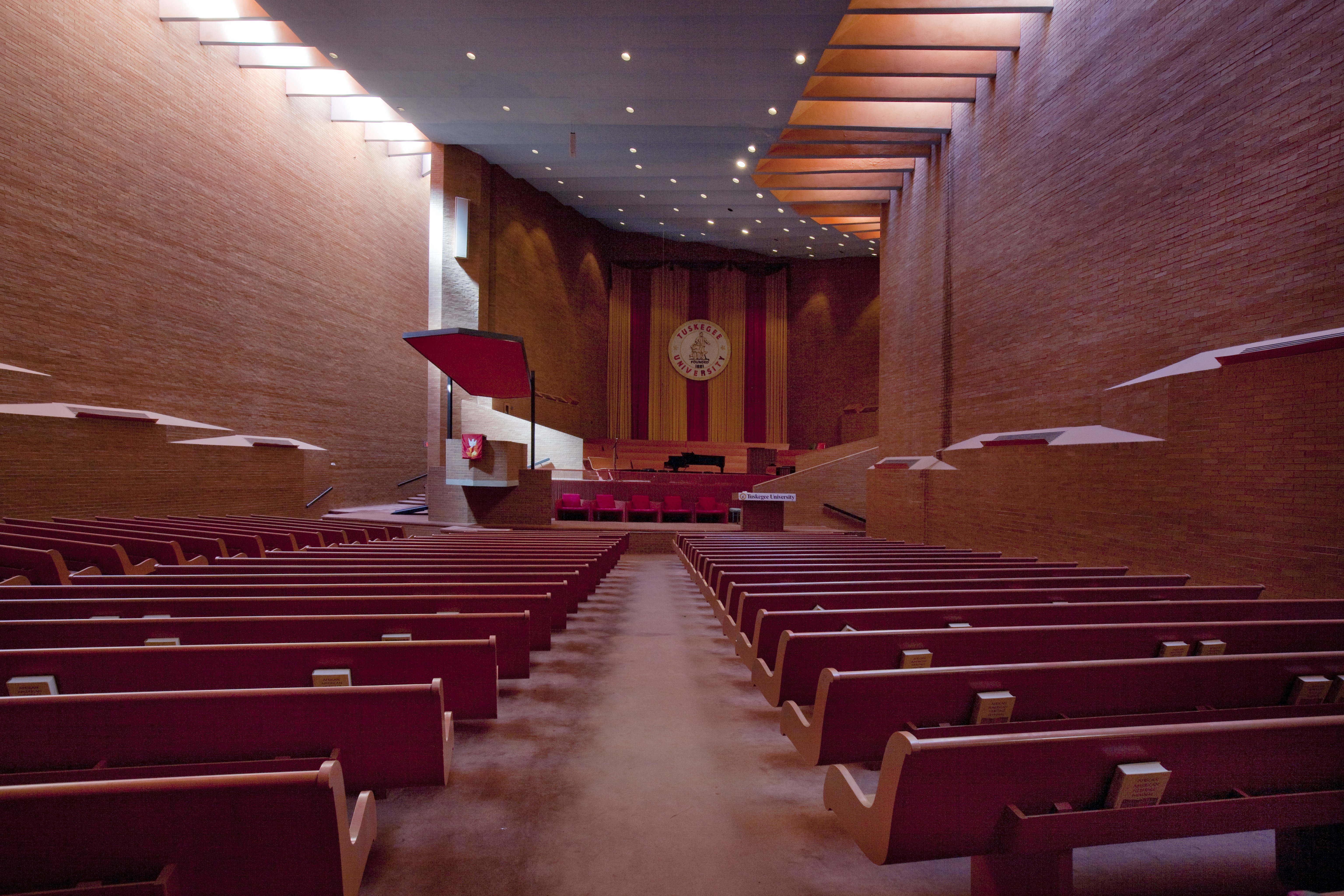
كنيسة توسكيجي من الداخل، 1969

وفي عام 1958، طُلِب من رادول خلق تصميم لمعهد توجسكي، بألاباما. كما شارك المتخرجين بقسم العمارة في تصميم كنيسة صغيرة. تم الانتهاء من انشائها عام 1969.
لقد قام بول رادولف بعد ذلك بتصميم مركز خدمة حكومي في بوسطن، وأول كنيسة ببوسطن، وحرم جامعة ماساشوسيتس دارتموث (المعروف أصلاً بالمعهد الجنوبي الشرقي، ماساشوستيس للتكنولوجيا)، مركز جويت للفنون بكلية ويلسلي، مبنى إندو فارماكيوتيكل، مركز دانا للفنون بجامعة كولجيت، والمقر الرئيسي لبروغز ويلكم (Burroughs wellcome) بنورث كارولينا.

تصميم لكونكورس برج مكاتب، سنغافورة.

لطالما كان طراز البروتالست مفضلاً بالولايات المتحدة في خلال السبعينات. أصبح رادولف مشهوراً بأعماله ومطلوباً في مدن أخرى كثيرة. حيث قام بتصميم برج إداري ذو زجاج عاكس من الخارج، مثل برج المدينة المركزي في فورت وورث حيث المبني من الخرسانة. كما استمر في تصميم مشاريع أخرى في سنغافورة، حيث قام بتصميم برج إداري بزجاجه الريبون وأرضيته الممازجة، مثلها مثل مشاريع أخرى كثيرة قام بتصميمها في فترة حياته الأخيرة بالبلدان الأسيوية.
من أعماله مركز ليبو، تم الانتهاء من انشاؤه في عام 1987 ويُعَد من المعالم المتميزة في هونغ كونغ. كما أن لرادولف أعمال متميزة أيضاً في جاكرتا، أندونيسيا مثل ويسما دارمالا ساكتي 2.
بول رادولف تبرع بأرشيفه لممكتبة الكونغرس، وحقوق الملكية الفكرية للشعب الأمريكي. كما أن توصيته ساعدت بإنشاء مركز للعمارة، والتصميم، والهندسة بمكتبة الكونغرس.

## وفاته
توفى بول رادولف في عام 1997 عن عمر يناهز السابعة والثمانين عاماً في نيويورك نتيجة لإصابته للسرطان.

## معرض صور

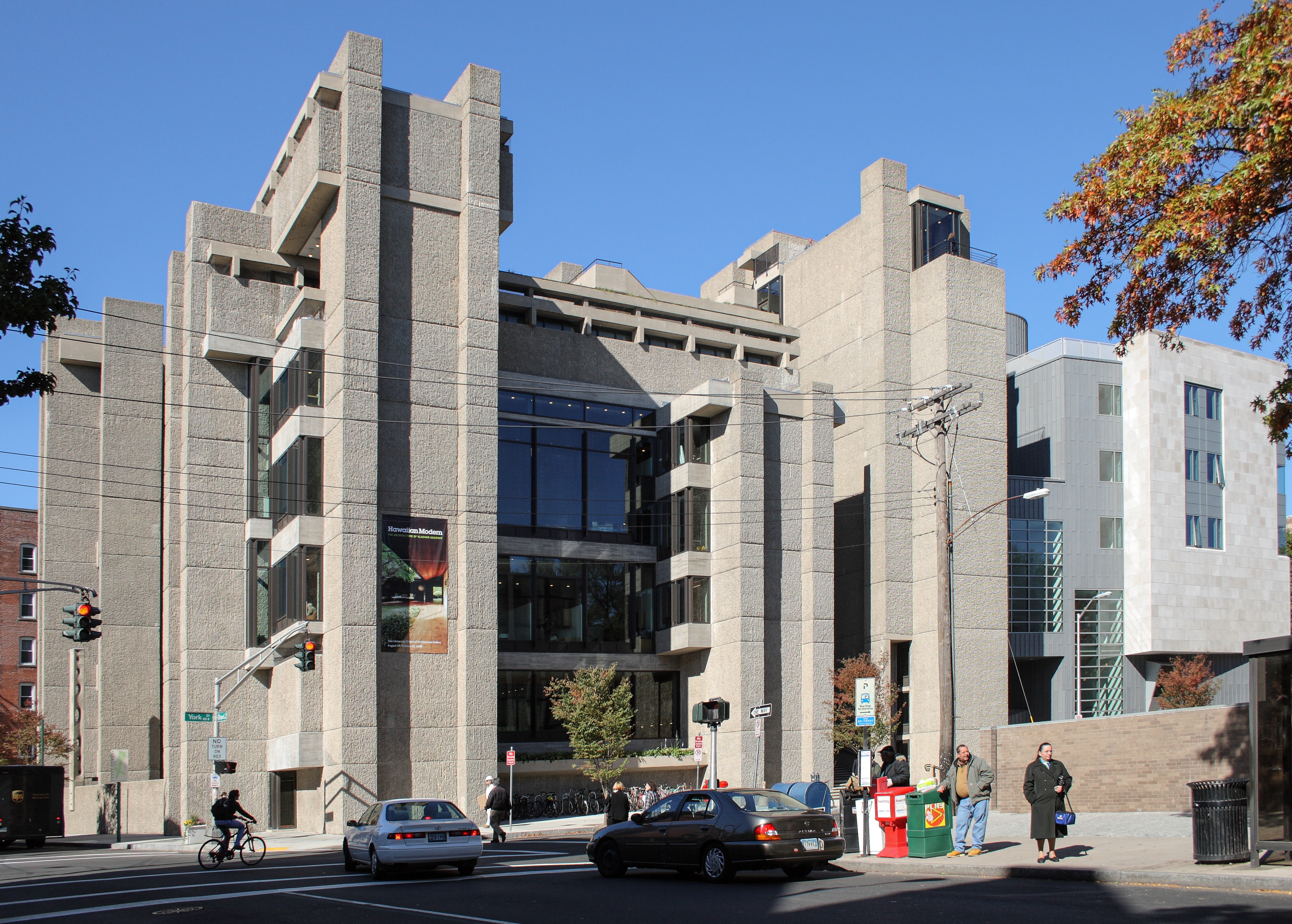
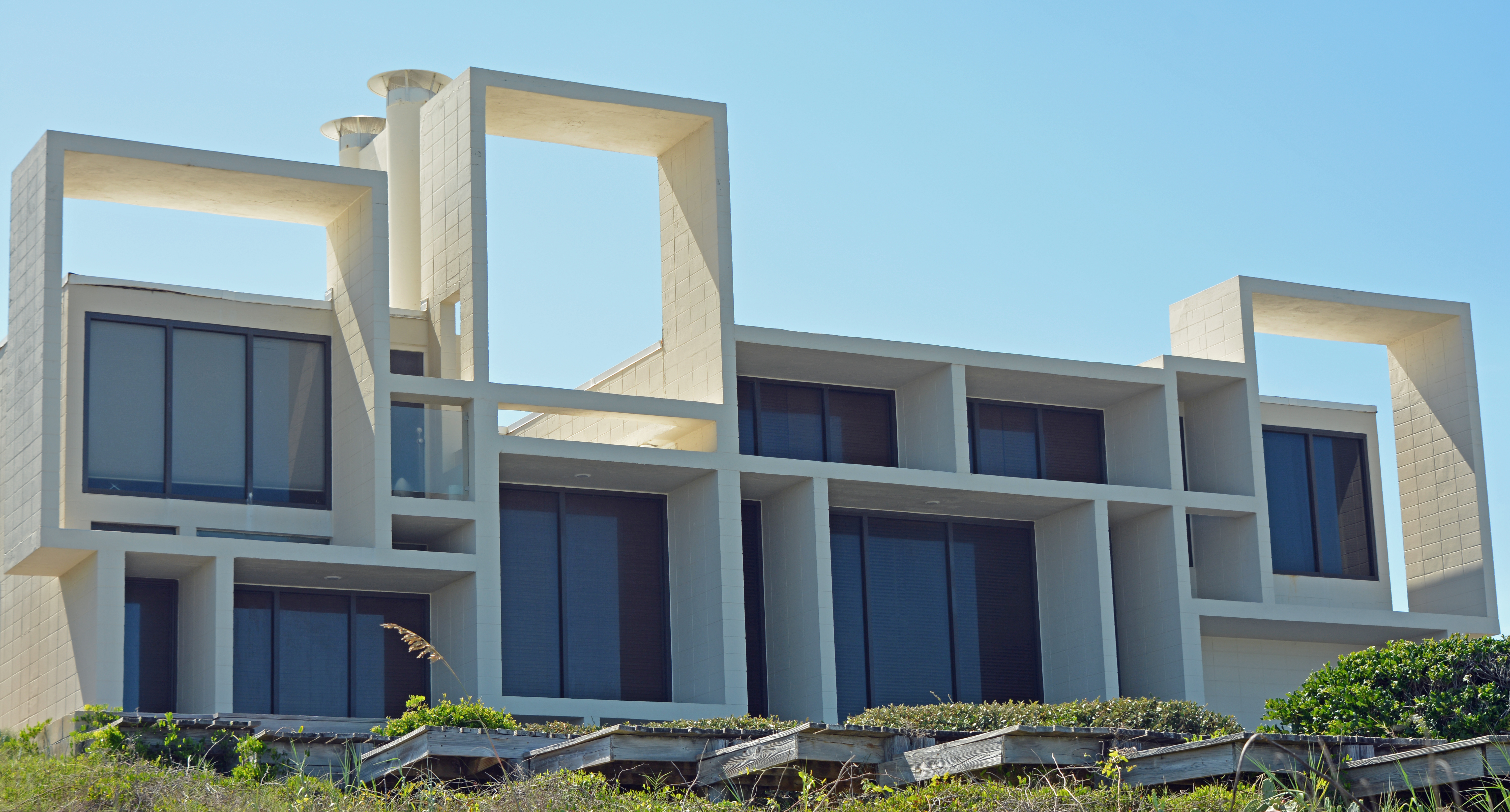
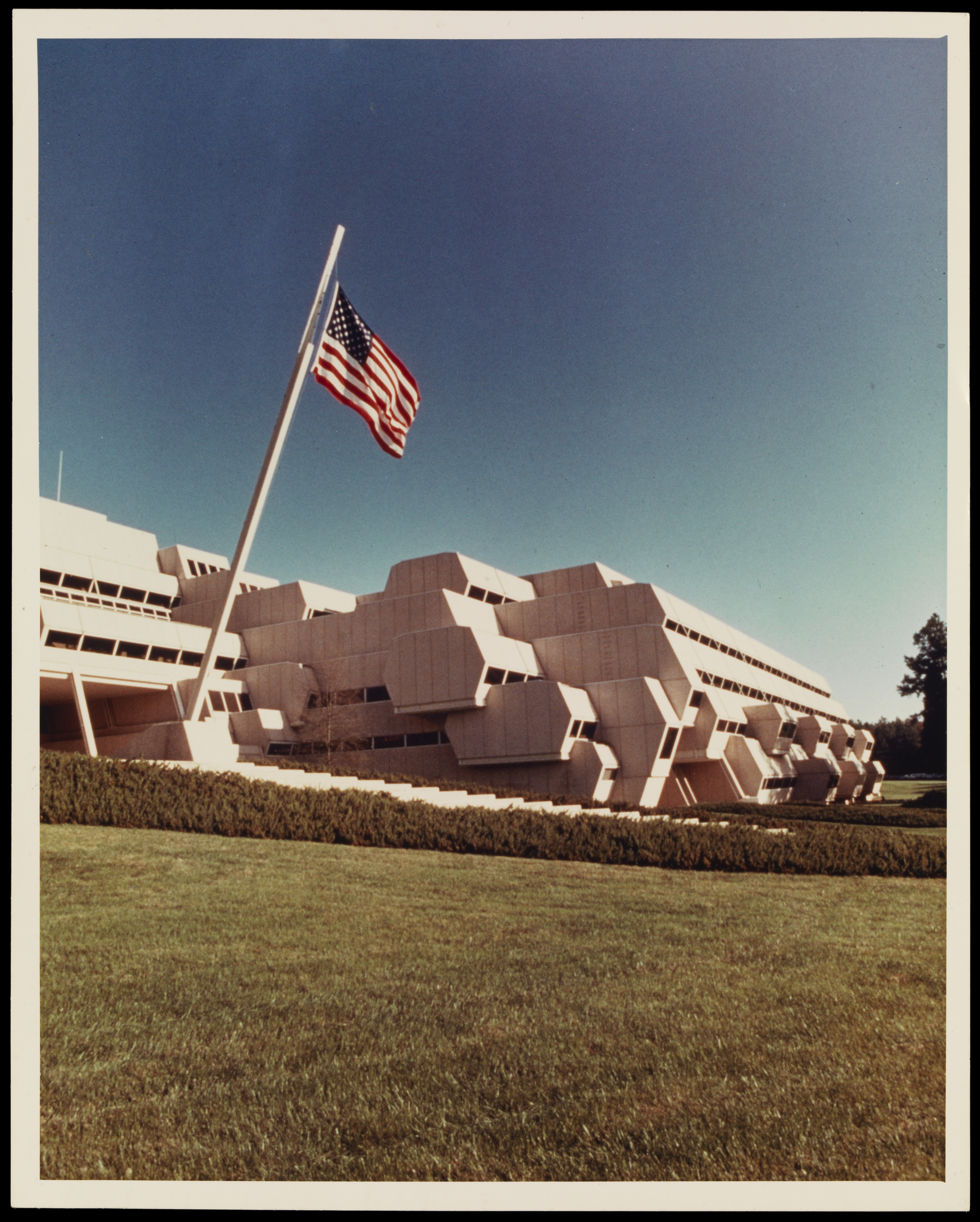

## روابط خارجية
- بول رادولف على موقع الموسوعة البريطانية (الإنجليزية)
- بول رادولف على موقع إن إن دي بي (الإنجليزية)